# Team Sleep (álbum)
Team Sleep es el álbum debut homónimo de la banda Team Sleep proyecto paralelo de Chino Moreno vocalista de Deftones lanzado el 10 de mayo de 2005 en Estados Unidos y un día antes en Europa.
El álbum muestra una faceta diferente del cantante Chino Moreno mostrando una variedad de estilos variada que gira en torno a la música experimental, combinando géneros como el dream pop, shoegaze y trip hop principalmente. Cada canción contiene un cierto nivel de experimentación con la música electrónica junto a la combinación de estilos musicales. Cabe decir que también podemos encontrar fuertes influencias del metal alternativo en canciones como Ataraxia, Blvd. Nights o Your Skull Is Red, y en menor medida del hip hop abstracto en consideración con King Diamond. 
Muchas de las canciones que se introducen en el álbum han sido proyectos elaborados e introducidos en una serie de demos, entre las cuales la más extensa podría considerarse Off The Record, que contiene King Diamond, Blvd. Nights, Cambodia (demo de Ever) y Natalie Portman (versión de estudio de Live From the Stage), además de algunas demos que circulan en internet.

## Lista de canciones
1. "Ataraxia" – 3:17
2. "Ever (Foreign Flag)" – 2:51
3. "Your Skull Is Red" – 3:41
4. "Princeton Review" – 5:09
5. "Blvd. Nights" – 3:08
6. "Delorian" – 1:34
7. "Our Ride to the Rectory" – 4:40
8. "Tomb of Liegia" – 4:56
9. "Elizabeth" – 3:47
10. "Staring at the Queen" – 3:05
11. "Ever Since WWI" – 3:30
12. "King Diamond" – 3:45
13. "Live from the Stage" – 5:29
14. "Paris Arm" – 1:43
15. "11/11" – 3:18

- Datos: Q6139531